# Stanisław Hulak
Stanisław Hulak (ur. 13 listopada 1877 w Dzikowie Starym, zm. 26 sierpnia 1925 tamże) – polski działacz ludowy, poseł na Sejm RP.
Ukończył pięć klas szkoły ludowej, pracował jako rolnik i działał przy organizacji kółek rolniczych. W czasie I wojny światowej służył jako sierżant w armii austriackiej. Publikował na łamach pisma „Sprawa Ludowa”. Z ramienia Polskiego Stronnictwa Ludowego „Piast” został w 1922 wybrany do Sejmu I kadencji w okręgu lwowskim, pracował w komisji ochrony pracy.